# Bộ Lao động – Thương binh và Xã hội (Việt Nam)
Bộ Lao động - Thương binh và Xã hội là cơ quan cũ của Chính phủ Việt Nam, thực hiện chức năng quản lý nhà nước về các lĩnh vực: lao động, tiền lương; việc làm; người lao động Việt Nam đi làm việc ở nước ngoài theo hợp đồng; giáo dục nghề nghiệp (trừ sư phạm); bảo hiểm xã hội; an toàn, vệ sinh lao động; người có công; bảo trợ xã hội; trẻ em; bình đẳng giới; phòng, chống tệ nạn xã hội trong phạm vi cả nước; quản lý nhà nước các dịch vụ sự nghiệp công trong các ngành, lĩnh vực thuộc phạm vi quản lý nhà nước của bộ.
Bộ được thành lập ngày 16 tháng 2 năm 1987 theo quyết định số 782/HĐNN của Hội đồng Nhà nước hợp nhất hai Bộ Lao động và Bộ Thương binh và Xã hội thành Bộ Lao động – Thương binh và Xã hội.
Ngày 18 tháng 2 năm 2025, Quốc hội thông qua Nghị quyết về việc sáp nhập Bộ Lao động – Thương binh và Xã hội vào Bộ Nội vụ, kết thúc hoạt động của Bộ này.

## Nhiệm vụ, quyền hạn
Theo Nghị định số 62/2022/NĐ-CP ngày 12 tháng 9 năm 2022 của Chính phủ, Bộ Lao động - Thương binh và Xã hội có vị trí và chức năng như sau: là cơ quan của Chính phủ, thực hiện chức năng quản lý nhà nước về các lĩnh vực: lao động, tiền lương; việc làm; người lao động Việt Nam đi làm việc ở nước ngoài theo hợp đồng; giáo dục nghề nghiệp (trừ sư phạm); bảo hiểm xã hội; an toàn, vệ sinh lao động; người có công; bảo trợ xã hội; trẻ em; bình đẳng giới; phòng, chống tệ nạn xã hội trong phạm vi cả nước; quản lý nhà nước các dịch vụ sự nghiệp công trong các ngành, lĩnh vực thuộc phạm vi quản lý nhà nước của bộ.

## Cơ cấu tổ chức
Theo Nghị định 62 năm 2022 của Chính phủ Việt Nam:

### Các đơn vị quản lý nhà nước
- Văn phòng Ban cán sự Đảng
- Văn phòng Đảng - Đoàn thể
- Vụ Bảo hiểm xã hội
- Vụ Bình đẳng giới
- Vụ Pháp chế
- Vụ Hợp tác quốc tế
- Vụ Tổ chức cán bộ
- Vụ Kế hoạch - Tài chính
- Thanh tra
- Văn phòng Bộ
- Cục Quan hệ lao động và Tiền lương
- Cục Quản lý lao động ngoài nước
- Cục An toàn lao động
- Cục Người có công
- Cục Việc làm
- Cục Trẻ em
- Cục Bảo trợ xã hội
- Cục Phòng, chống tệ nạn xã hội
- Tổng cục Giáo dục nghề nghiệp
- Văn phòng Quốc gia về giảm nghèo

### Các đơn vị sự nghiệp phục vụ quản lý
- Trung tâm Công nghệ Thông tin
- Viện Khoa học Lao động và Xã hội
- Tạp chí Lao động và Xã hội
- Báo Dân trí

Các tổ chức Đảng, Đoàn thể
- Đảng ủy Bộ Lao động - Thương binh và Xã hội - Bí thư Lê Tấn Dũng
- Công đoàn Bộ Lao động - Thương binh và Xã hội - Chủ tịch Hoàng Thị Thu Huyền
- Đoàn Thanh niên Bộ Lao động - Thương binh và Xã hội - Bí thư Nguyễn Trọng Hiệp

### Các đơn vị sự nghiệp khác
- Trường Đại học Lao động - Xã hội
- Trường Đại học Sư phạm Kỹ thuật Nam Định
- Trường Đại học Sư phạm Kỹ thuật Vinh
- Trường Đại học Sư phạm Kỹ thuật Vĩnh Long
- Trường Cao đẳng nghề Kỹ thuật công nghệ
- Trường Cao đẳng Kỹ nghệ II
- Trường Cao đẳng Kỹ nghệ Dung Quất
- Quỹ Bảo trợ trẻ em Việt Nam
- Trung tâm Hành động khắc phục bom mìn Việt Nam
- Trung tâm Lao động ngoài nước
- Trung tâm Phục hồi chức năng và trợ giúp trẻ khuyết tật
- Trung tâm Phục hồi chức năng người khuyết tật Thụy An
- Bệnh viện Chỉnh hình và Phục hồi chức năng Hà Nội
- Bệnh viện Chỉnh hình và Phục hồi chức năng Cần Thơ
- Trung tâm Chỉnh hình và Phục hồi chức năng Thành phố Hồ Chí Minh
- Trung tâm Điều dưỡng Phục hồi chức năng tâm thần Việt Trì
- Bệnh viện Chỉnh hình và Phục hồi chức năng Đà Nẵng
- Bệnh viện Chỉnh hình và Phục hồi chức năng Quy Nhơn
- Trung tâm Kiểm định Kỹ thuật an toàn Khu vực I
- Trung tâm Kiểm định Kỹ thuật an toàn Khu vực II
- Trung tâm Kiểm định Kỹ thuật an toàn Khu vực III
- Ban quản lý dự án đầu tư xây dựng

### Các doanh nghiệp
- Công ty TNHH MTV Thiết bị giáo dục nghề nghiệp

## Lịch sử
Trong chính phủ đầu tiên của nước Việt Nam Dân chủ Cộng hòa được thành lập ngày 28 tháng 8 năm 1945 và ra mắt ngày 02 tháng 9 năm 1945 có Bộ Lao động và Bộ Cứu tế Xã hội trong tổng số 13 Bộ. Hai Bộ này là tiền thân của Bộ Lao động - Thương binh và Xã hội ngày nay. Lê Văn Hiến là Bộ trưởng Bộ Lao động đầu tiên và Nguyễn Văn Tố là Bộ trưởng Bộ Cứu tế Xã hội đầu tiên.
Trong Chính phủ Liên hiệp Lâm thời được thành lập ngày 2 tháng 3 năm 1946, 2 bộ nói trên được thay thế bằng Bộ Xã hội (có 3 Nha: Nha Y tế, Nha Cứu tế Xã hội và Nha Lao động Trung ương) , Bộ trưởng là Trương Đình Tri. Từ 27 tháng 3 năm 1946 Giám đốc Nha Lao động Trung ương là Nguyễn Lê Giang, Giám đốc Nha Y tế Trung ương là Bác sĩ Vũ Đình Tụng và Giám đốc Nha Cứu tế Xã hội Trung ương là Bác sĩ Đỗ Xuân Hợp.
Sau đó, trong Chính phủ Liên hiệp kháng chiến cải tổ, thành lập ngày 03 tháng 11 năm 1946, Bộ Lao động và Bộ Cứu tế được lập lại, đồng thời giải thể Bộ Xã hội. Bộ Cứu tế tồn tại đến năm 1947 thì giải thể và được tái lập vào ngày 20 tháng 9 năm 1955 theo Quyết định của Hội đồng Chính phủ, nhưng cũng chỉ tồn tại đến tháng 5 năm 1959.
Ngày 19 tháng 7 năm 1947, Bộ Thương binh – Cựu binh được thành lập với Bộ trưởng là Vũ Đình Tụng, đảm nhiệm công tác Thương binh, liệt sĩ mà trước đó thuộc chức năng của Phòng Thương binh thuộc Chính trị Cục, Bộ Quốc phòng. Tháng 5 năm 1959, Bộ Thương binh – Cựu binh giải thể, toàn bộ công tác Thương binh liệt sĩ được chuyển giao cho Bộ Nội vụ phụ trách.
Như vậy, trong Chính phủ nhiệm kỳ Quốc hội khóa II (1960–1964), chức năng của Bộ Lao động - Thương binh và Xã hội ngày nay do 2 Bộ là Bộ Nội vụ và Bộ Lao động đảm nhiệm.
Phụ trách công tác thương binh, liệt sĩ ở Bộ Nội vụ ban đầu là Vụ Thương binh (có thêm công tác đối với quân nhân phục vụ do Hội đồng phục viên Trung ương chuyển giao), tiếp sau là Vụ Dân chính Thương binh (có thêm công tác hộ tịch và công tác Quản lý các trại hàng binh Âu Phi) và sau đó là Vụ Thương binh và An toàn xã hội (có thêm công tác cứu tế xã hội và công tác bảo hiểm xã hội). Ngày 20 tháng 3 năm 1965, Hội đồng Chính phủ ra Quyết định số 36/CP thành lập Vụ số 8 trực thuộc Bộ Nội vụ để thống nhất Quản lý các chính sách, chế độ đối với gia đình những cán bộ đi "công tác đặc biệt"; Quản lý trại nhi đồng đặc biệt; đón tiếp, bố trí công việc cho đồng bào miền Nam ra Bắc; Quản lý mồ mả, hồ sơ, di sản của công nhân viên chức và đồng bào miền Nam chết ở miền Bắc. Ngày 16 tháng 8 năm 1967, Hội đồng Chính phủ ra Quyết định số 129/CP thành lập Vụ Hưu trí thuộc Bộ Nội vụ.
Tháng 7 năm 1975, Bộ Công an và một số bộ phận của Bộ Nội vụ hợp nhất thành một bộ mới, lấy tên là Bộ Nội vụ và bộ này không còn thực hiện chức năng cũ về thương binh, liệt sĩ nữa. Do đó Chính phủ thành lập Bộ Thương binh và Xã hội trên cơ sở bộ phận làm công tác Thương binh, liệt sĩ của Bộ Nội vụ cũ.
Năm 1987, hợp nhất 2 Bộ Lao động và Bộ Thương binh và Xã hội thành Bộ Lao động - Thương binh và Xã hội.

## Các Bộ trưởng

### Bộ trưởng Bộ Lao động (1945–1987)
- 1945–1946: Lê Văn Hiến
- 1946–1965: Nguyễn Văn Tạo
- 1965–1974: Nguyễn Hữu Khiếu
- 1974–1981: Nguyễn Thọ Chân
- 1981–1987: Đào Thiện Thi

### Bộ trưởng Bộ Cứu tế (1945–1946, 1946–1947, 1955–1959)
- 1945–1946: Nguyễn Văn Tố
- 1946–1947: Chu Bá Phượng
- 1955–1959: Nguyễn Xiển

### Bộ trưởng Bộ Xã hội (từ 2 tháng 3 năm 1946 đến 3 tháng 11 năm 1946)
- Trương Đình Tri (sau theo Pháp, bị buộc tội phản quốc và xử quyết ngày 10 tháng 10 năm 1947)

### Bộ trưởng Bộ Thương binh – Cựu binh (1947–1959)
- 1947–1959: Vũ Đình Tụng

### Bộ trưởng Bộ Nội vụ (1959–1975)
- 1959–1963: Phan Kế Toại
- 1963–1971: Ung Văn Khiêm
- 1971–1975: Dương Quốc Chính (Lê Hiến Mai)

### Bộ trưởng Bộ Thương binh Xã hội (1975–1987)
| Thứ tự | Họ và tên                                  | Nhiệm kỳ               | Ghi chú |
| ------ | ------------------------------------------ | ---------------------- | ------- |
| 1      | Trung tướng Dương Quốc Chính (Lê Hiến Mai) | 1975 – 23/04/1982      |         |
| 2      | Thượng tướng Nguyễn Văn Khương (Song Hào)  | 23/04/1982 –16/02/1987 |         |

### Bộ trưởng Bộ Lao động - Thương binh và Xã hội (1987-2025)
| Thứ tự | Họ và tên           | Nhiệm kỳ                | Ghi chú                                                                    |
| ------ | ------------------- | ----------------------- | -------------------------------------------------------------------------- |
| 1      | Nguyễn Kỳ Cẩm       | 16/02/1987 – 26/04/1989 |                                                                            |
| 2      | Trần Đình Hoan      | 26/04/1989 – 21/01/1998 | Thường trực Ban Bí thư (2001), Trưởng ban Tổ chức Trung ương (2001 - 2006) |
| 3      | Nguyễn Thị Hằng     | 21/01/1998 – 02/08/2007 |                                                                            |
| 4      | Nguyễn Thị Kim Ngân | 02/08/2007 – 23/07/2011 | Chủ tịch Quốc hội Việt Nam khóa XIII và XIV                                |
| 5      | Phạm Thị Hải Chuyền | 03/08/2011 – 08/04/2016 |                                                                            |
| 6      | Đào Ngọc Dung       | 09/04/2016 – 18/02/2025 |                                                                            |

## Bê bối
Ông Lê Bạch Hồng, nguyên Thứ trưởng Bộ Lao động - Thương binh và Xã hội, nguyên Tổng Giám đốc Bảo hiểm Xã hội Việt Nam bị truy tố vào ngày 08 tháng 6 năm 2019 về tội Cố ý làm trái quy định của Nhà nước về quản lý kinh tế gây hậu quả nghiêm trọng, gây thất thoát 1.700 tỷ khi cho vay sai đối tượng.